# Вентава
Вентава (в письменных источниках Wynda или Winda, латышск. Ventava) — куршское княжество или земля (латинском: terra), занимавшая территорию в низовье Венты от впадения Абавы до самого моря. Ныне является частью Вентспилсского края и небольшой часть Кулдигского края в Латвии. До 1223 года Вентава находилась в составе государства «земля Сагарес» (terra Saggara), правителем которой был Ламекин.

## Название
Название Вентавы происходит от названия реки Вента.

## Центральное городище
Главное городище как центр управления находилось в Сагаре (Saggara) в низовье Венты, поэтому в договоре 1230 года оно названо Сагарской землёй (terra Saggara). Название "Сагаре", обозначает устье Венты, и упомянуто в книге раздела Курсы в 1253 году.
Считается, что резиденция короля Ламекина находилась в городище Паберзкалнс (Pabērzkalns) в нынешних Злекас,  кулигунда Нурме в XΙΙΙ веке (Normen ab ultraque parte fluvii Winda, -  "Нурма, по обе стороны Венты"). (Mugurēvičs, 1999, 2000). В окрестностях Злекас и Приедниеки была наибольшая плотность населения в Вентаве, с археологическими находками не только финно-угорского и куршского, но и скандинавского происхождения. В волости Злекас по прежнему один из хуторов называется "Ламики" (A.Bielenstein, 1892; J.Endzelīns, 1925; J.Plāķis, 1936; A.Švābe, 1938). В Злекас в XIV веку жил один из потомков короля Ламекина Lammike.

## Население
С давних времён в Вентаве проживали прибалтийско-финские народы, представители культуры ямочно-гребенчатой керамики. В эпоху викингов водным путём Венты пользовались торговцы и грабители из Скандинавии. Курши завоевали Вентаву в XΙ—XΙΙ столетии. Ещё до начала Ливонского крестового похода началась ассимиляция вендского населения и с этим связанное исчезновение финно-угорских названий или их балтизация. В хронике Ливонии говорится, что в Цесисе проживающих там вендов курши прогнали из окрестностей "Венты, реки в Куронии". По-прежнему жителей низовьев Венты, которые разговаривают на ливонском или ливском диалекте латышского языка, называют вентиньями.

## Административное деление
Территория Вентавы была разделена на дружины, которые названы финно-угорским словом "килигундами" (эст. kihelkond, фин. kihlakunta). В свою очередь каждая кулигунда состояла из посёлков. В договоре  с легатом Папы Римского перечислены восемь килигунд Сагарской земли:
- Таргале (Thargolae) - нынешняя Таргальская волость,
- Ужава (Osua) - северная часть нынешней Ужавской волости с центром в Ужаве,
- Ландзе (Langis) - нынешняя территория Пилтенского округа и южняя часть Варвесской волости с центрам в Ландзе,
- Сарнате (Sarnitus) - южняя часть Ужавской волости с центром в Сарнате,
- Эдоле (Edualia) - нынешняя Эдольская волость,
- Вендзава (Venelis) - нынешняя волость Зиру с центром в Вендзаве, что соответствует названию "Венсе" в договоре 1253. года,
- Нурме (Normis) - нынешняя волость Злеку,
- Пигава (Pygawas) - северная часть нынешней Падурской волости; возможно, центр этой килигугды находился в современном Тигас, что соответствует в 1253 году упомянутой Tygwe (позже поместье Тигвес).

Последняя волость - Падурская, находится в Кулдигском крае. Остальные в Вентспилсском крае.

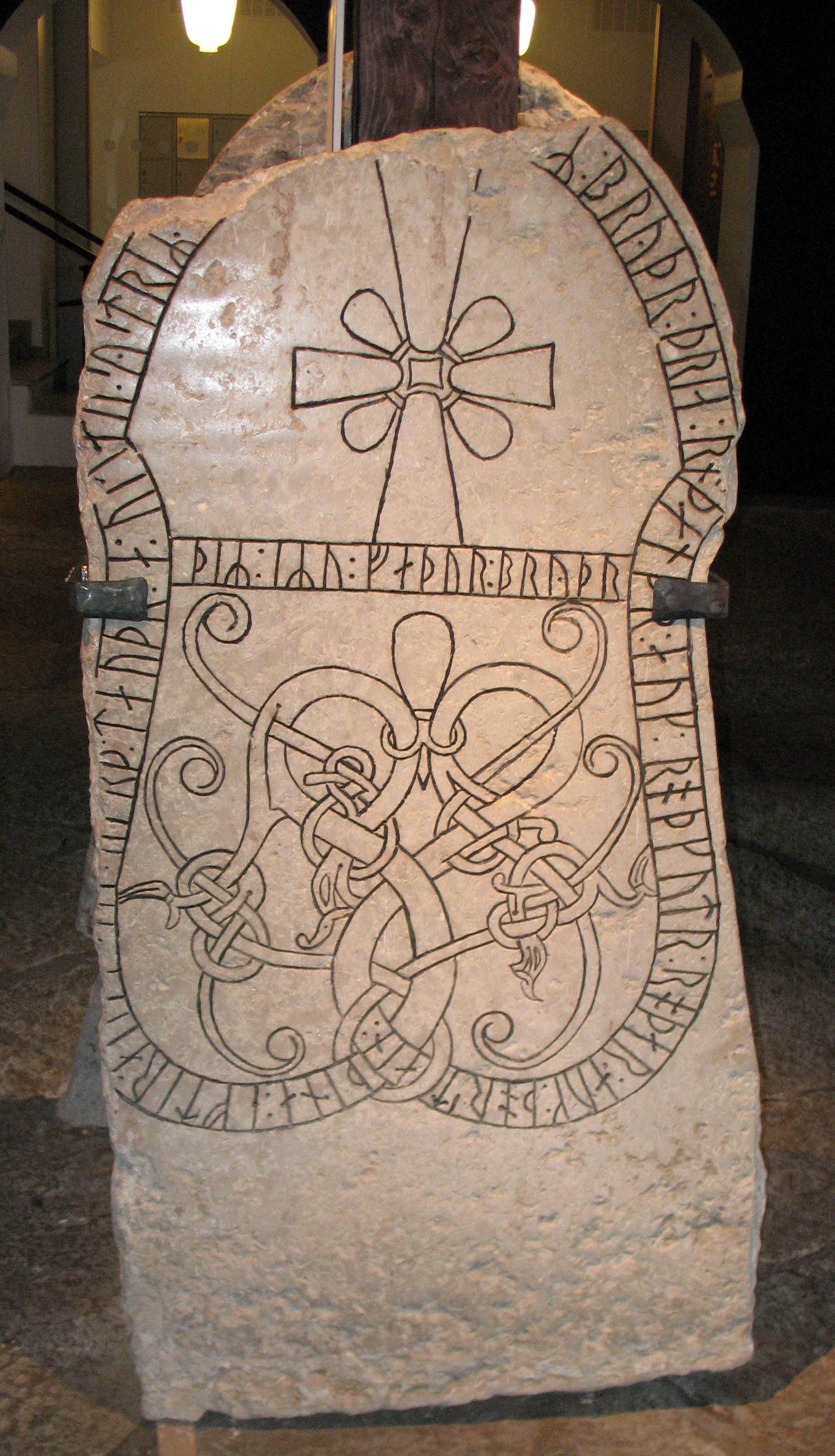
Рунический камень из церковного прихода в Шонеме (Sjonhem) в центральной части Готландии (XΙ век).

## Рунический камень о Вентаве
На верхней части богато украшенного камня находится крест, который вьётся вниз и заканчивается переплетёнными витками. Надпись гласит, что камень посвящён викингу Ǽi..... (имя отбито), который умер в Вентаве (Vindö - ui(t)au) .
У покойного были две сестры и три брата. Hróðvaldr(?), Hróðgautr, Hróðarr, þorsteinn. Они были дяди.
Руническая надпись латинскими буквами (начинается с нижнего левого угла и продолжается вверх):

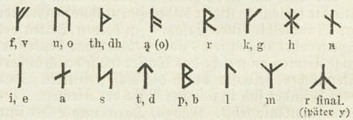
Расшифровка букв рунической надписи

þina : eftir : a(i)--- : --- : --rþ : taupþr : a : ui(t)au :
systriR : [tuaR]...-R : bryþr :
þria : roþanþr : auk : roþkutr : roþar : auk : þorstain : þiR : iRu : faþur:bryþr
Транскрипция языка древних скандинавов:
Þenna œftiR Æi... ...[va]rð dauðr a Vindau/Vindö. SystriR tvaR ... brøðr þria. Hroðvaldr(?) ok
Hroðgautr, Hroðarr ok Þorstœinn, þœiR eRu faðurbrøðr.

## Раздел Вентавы (1253)
Вентава была разделена в договоре 4 апреля 1253 года, который заключил епископ Курляндии и магистр Ливонского ордена. Две трети в северной части получил Ливонский орден, одной третью в южной части впредь управляло Курляндское епископство.  